# Европейский миграционный кризис
Европейский миграционный кризис возник осенью 2015 года в связи с многократным увеличением потока беженцев и нелегальных мигрантов в Европейский союз (ЕС) из стран Северной Африки, Ближнего Востока и Южной Азии и неготовностью ЕС к их приёму и распределению.
Данный миграционный кризис является крупнейшим в Европе со времён Второй мировой войны (см. Операция «Килхол»).
Так, с января по сентябрь 2015 года в странах ЕС было зарегистрировано более 700 тысяч людей, ищущих убежище; всего за тот год в ЕС прибыло, по разным оценкам, от 1 до 1,8 миллиона беженцев и нелегальных мигрантов.
Термин «кризис» по отношению к беженцам и мигрантам впервые был использован в апреле 2015 года, когда в Средиземном море произошла серия морских катастроф. В течение короткого времени (13, 16, 19 и 20 апреля) по пути в Европу потерпели крушение и затонули как минимум пять лодок, на борту которых находилось более 1200 мигрантов из Африки. За 2015 год в Средиземном море погибло около 2600 мигрантов, всего с 2000 года число погибших составило около 22 000 человек.

## Причины
Основными причинами возникновения миграционного движения являются экономическая, политическая, демографическая и национально-правовая нестабильности.
К ним относятся:
- Войны и вооружённые конфликты, дестабилизирующие ситуацию в регионах, в том числе: Гражданская война в Ираке, гражданская война в Сирии, войны в Афганистане (2001—2014 и 2015), война в Ливии, военная операция против ИГИЛ, кризис в Сербии и в Косово, религиозные столкновения в Нигерии, конфликты в Йемене и Пакистане;
- Демографический взрыв в странах Африки и Ближнего Востока, превысивший возможности экономики этих стран обеспечивать трудовую занятость, усиливающаяся бедность, углубление социального неравенства, являющиеся почвой для распространения экстремистских течений[9][10].

Основными причинами резкого увеличения числа беженцев в Европу 2015 года являются:
- Обострение гражданской войны в Сирии, отсутствие перспектив разрешения конфликта, войны в Ираке и Афганистане (основные страны исхода беженцев), другие конфликты на территории Африки и Ближнего Востока препятствовали возвращению беженцев на родину, а заканчивающиеся собственные средства к существованию (беженцы не имеют права работать) вынудили людей покинуть лагеря в направлении стран Европы, в надежде на высокий уровень жизни в этих странах[11].
- Ухудшение финансирования лагерей для беженцев в Турции, Ливане и Иордании и как следствие сокращение рациона питания беженцев, введение платы за использование воды и электричества. Отсутствие возможности посещения школ детям беженцев[12].
- Расширение территорий, находящихся под контролем Исламского государства, что способствовало увеличению количества беженцев и переполнению и без того полных лагерей.
- Отсутствие экономических перспектив в странах исхода беженцев. Многие мигранты стремятся попасть в те страны (Швеция, Германия), где уже поселились их родственники и имеются обширные иммиграционные общины[8].
- Вторая Гражданская война в Ливии, которая раньше сама принимала мигрантов, вынудила многих беженцев из стран Северной Африки и самой Ливии сменить желаемую страну проживания на страну ЕС.
- Открытие беженцами более безопасного маршрута через Средиземное море — Грецию — Македонию, далее ЕС, вместо старого через Средиземное море — Ливию — Италию[12].
- Простой способ попасть в ЕС: Решение правительства Македонии (середина июня 2015 года) о выдаче беженцам трёхдневных виз, что позволило мигрантам без регистрации пересекать страну в направлении Европы и стимулировало миграционный поток[13]. Согласно Дублинскому соглашению, регистрация или заявка на предоставление убежища должны происходить в первом государстве-члене ЕС, в которое въехал беженец.

Непосредственными причинами возникновения кризиса в Европе, вследствие резкого увеличения числа беженцев 2015 года являются:
«Всю Африку в Европу не переселишь»
- Отсутствие финансирования: бюджеты европейских стран составлялись без учёта расходов на содержание беженцев.
- Отсутствие единой концепции по приёму и распределению беженцев по странам ЕС[15].
- Отсутствие свободного жилья: в отличие от таких стран, как Турция, Ливия и Иордания, где для поселения беженцев достаточно было построить палаточные лагеря, в ЕС, в связи с более низкой температурой, беженцев необходимо размещать в отапливаемых жилых помещениях.
- Отсутствие персонала: нехватка персонала для регистрации беженцев, полицейских для пограничного контроля и сопровождения, переводчиков.

## Развитие событий
С января по сентябрь 2015 года в государствах — членах ЕС было зарегистрировано более 700 тысяч людей, ищущих убежище. Всего за 2015 год в ЕС прибыло, по разным оценкам, от 1 до 1,8 миллиона беженцев и нелегальных мигрантов (для сравнения, в 2014 году их было зарегистрировано около 280 тысяч).
В середине марта 2016 года Турция и Евросоюз согласовали совместный план по борьбе с миграционным кризисом. Он предусматривает, в частности, оказание финансовой помощи Анкаре на приём беженцев и приём Евросоюзом легальных мигрантов-сирийцев из Турции.
2018
Саммит 28–29 июня 2018 года, где главы государств и правительств 28 стран Евросоюза обсудили проблему миграции в ЕС и вопрос антироссийских санкций.
16 июня власти Италии отказались принять судно «Lifeline» (неправительственной организации Lifeline), на борту которого находились около 350 мигрантов из стран Африки.  Архивная копия от 21 августа 2018 на Wayback Machine 

13 августа — Частное спасательное судно Aquarius (неправительственной организации SOS Mediterranee) со 141 мигрантом на борту отказались принять Италия и Мальта. 

15 августа Корабль итальянской береговой охраны Diciotti обнаружил и поднял на свой борт 177 выходцев из стран Африки, которые терпели бедствие в мальтийских территориальных водах. 20 августа он пришвартовался в сицилийском порту Катания.
По данным Евростата (сведения середины марта 2019 года), в 2018 году в европейские миграционные ведомства было подано чуть менее 581 тысяч заявлений на получение убежища. Это гораздо меньше, чем в разгар миграционного кризиса в 2015 году, когда таких заявлений было свыше 1,2 млн. По мнению экспертов, теперь можно говорить о завершении этого кризиса.
Ситуация «Аквариуса» повторилась и в июне 2019 года.
2020
Ситуация обострилась в начале 2020 года, в связи с резким обострением ситуации в Сирии, в провинции Идлиб 29 февраля Эрдоган заявил, что его страна открыла свои границы с Евросоюзом для сирийских беженцев и уже не закроет свои двери — власти Турции стали направлять и поощрять перемещение нелегальных мигрантов; Анкара пропустила в страны Евросоюза через свои границы более 100 тысяч беженцев.
На границе между Грецией и Турцией (в частности, на острове Лесбос) прошли прорывы границы нелегальными мигрантами и столкновения с пограничниками и полицейскими.
Министры иностранных дел стран — членов ЕС, собрались на экстренное заседание. Они заявили, что развивающийся на греческо-турецкой границе миграционный кризис спровоцирован Анкарой в политических целях, оговорившись все же, что признают: Турция и сама столкнулась с миграционной нагрузкой и вынуждена была принять 3,7 млн мигрантов и беженцев.
Через неделю Береговая охрана Турции запретила беженцам переправляться в страны Евросоюза через Эгейское море; закрытие морского пути объяснено заботой турецкого правительства о безопасности беженцев.
2021
14 июля 2021 года по данным Европейского статистического агентства (Евростат) стало известно, что в 2020 году число незаконно проживающих в Евросоюзе лиц составило 557,5 тысяч человек, что на 73% ниже, чем в 2015 году, число нелегалов достигало рекордных 2,08 млн. По сравнению с 2019 число нелегалов в ЕС за прошлый год снизилось на 11 %.
2022
В 2022 году Европейский союз столкнулся с самым высоким уровнем притока незаконных мигрантов с 2016 года. По данным Frontex, на территорию ЕС незаконным образом попало около 330 тысяч мигрантов (на 64% больше, чем в 2021 году): крупнейшими путями притока мигрантов стали т. н. балканский и северный средиземноморский пути.

## Статистика
Показатели числа лиц, ищущих убежища по странам Европы:
| Количество учтённых мигрантов по странам исхода в 2014 году | Количество учтённых мигрантов по странам исхода в 2014 году |
| ----------------------------------------------------------- | ----------------------------------------------------------- |
| Сирия                                                       | 79 169                                                      |
| Эритрея                                                     | 34 586                                                      |
| Страны Тропической Африки                                   | 26 341                                                      |
| Афганистан                                                  | 22 132                                                      |
| Косово                                                      | 22 069                                                      |
| Мали                                                        | 10 575                                                      |
| Албания                                                     | 9323                                                        |
| Гамбия                                                      | 8730                                                        |
| Нигерия                                                     | 8715                                                        |
| Сомали                                                      | 7676                                                        |
| Прочие                                                      | 54 216                                                      |
| Всего                                                       | 283 532                                                     |

по данным Евростата, в 2014 году Страны ЕС приняли 626 715 заявлений о предоставлении политического убежища, что было наибольшим показателем с 1992 года, в котором было зарегистрировано 672 000 заявок.
Основными странами, откуда прибыли почти половина всех беженцев, были Сирия (20 %), Афганистан (7 %), Косово (6 %), Эритрея (6 %) и Сербия (5 %).
Динамика роста числа беженцев
Ниже представлены данные ОЭСР по международной миграции, опубликованные в ежегодном докладе «Мониторинг международной миграции 2016»:
Доля беженцев по странам исхода.
Площадь диаграмм пропорциональна количеству беженцев.
Доля беженцев по странам прибытия

(Площадь диаграмм пропорциональна количеству беженцев)
| Государство    | Число лиц, ищущих убежища в 2012 году (по Евросоюзу и ЕАСТ) | Процент от общей численности населения |
| -------------- | ----------------------------------------------------------- | -------------------------------------- |
| Германия       | 77 650                                                      | 0,0968                                 |
| Франция        | 61 455                                                      | 0,0968                                 |
| Швеция         | 43 945                                                      | 0,4599                                 |
| Швейцария      | 28 640                                                      | 0,3600                                 |
| Бельгия        | 28 285                                                      | 0,2563                                 |
| Великобритания | 28 260                                                      | 0,0447                                 |
| Австрия        | 17 450                                                      | 0,2074                                 |
| Италия         | 17 350                                                      | 0,0291                                 |
| Нидерланды     | 13 100                                                      | 0,0780                                 |
| Польша         | 10 755                                                      | 0,0279                                 |
| Норвегия       | 9785                                                        | 0,1932                                 |
| Греция         | 9575                                                        | 0,0885                                 |
| Дания          | 6075                                                        | 0,1089                                 |
| Финляндия      | 3115                                                        | 0,0575                                 |
| Испания        | 2565                                                        | 0,0054                                 |
| Румыния        | 2510                                                        | 0,0135                                 |
| Венгрия        | 2155                                                        | 0,0217                                 |
| Мальта         | 2080                                                        | 0,4596                                 |
| Люксембург     | 2055                                                        | 0,3821                                 |
| Кипр           | 1635                                                        | 0,1460                                 |
| Болгария       | 1385                                                        | 0,0188                                 |
| Ирландия       | 955                                                         | 0,0208                                 |
| Чехия          | 755                                                         | 0,007                                  |
| Словакия       | 730                                                         | 0,0135                                 |
| Литва          | 645                                                         | 0,0217                                 |
| Словения       | 305                                                         | 0,0148                                 |
| Португалия     | 295                                                         | 0,0028                                 |
| Латвия         | 205                                                         | 0,0101                                 |
| Эстония        | 75                                                          | 0,0058                                 |
| Лихтенштейн    | 75                                                          | 0,0058                                 |

Количество заявлений о предоставлении политического убежища в странах ЕС и ЕАСТ за первое полугодие 2015 года по данным Евростата. За этот период подано 417 430 заявлений. Высота столбца отображает количество поданных заявлений в стране. Интенсивность цвета показывает процент заявлений по отношению к постоянному населению страны:
0.69%
>0.2-0.3%
>0.1-0.2%
>0.05-0.1%
0.01-0.05%
≤0.01%
Нет данных

В 2017 году ЕС прогнозирует изменение структуры потока беженцев. Ожидается увеличение числа беженцев из Африки и сокращение числа сирийских беженцев, в связи с перспективами стабилизации ситуации в Сирии.

## Правовые нормы

### Шенгенское и Дублинское соглашения
Согласно Шенгенскому соглашению, 26 стран Европы (22 государства-члена Европейского союза из 28, а также 4 члена ЕАСТ) объединились, чтобы сформировать зону, в которой пограничный контроль на внутренних границах отменён, ограничиваясь лишь контролем на внешних границах зоны, соблюдение контроля на которых обязательно. Страны могут восстановить контроль внутренних границ на срок не более двух месяцев по причинам государственной политики или национальной безопасности.
Дублинское регулирование определяет ответственность государства-члена Евросоюза по изучению ходатайства о предоставлении убежища, чтобы избежать ситуации, при которой заявители просят множество стран Евросоюза о предоставлении убежища, или ситуации, при которой ни одно государство не берёт на себя ответственности за заявителя. По умолчанию (если не представлено семейных либо гуманитарных оснований) проситель должен отправить запрос о предоставлении убежища в первое же государство-член ЕС, в которое он въехал и в котором у него были сняты отпечатки пальцев. Если проситель переезжает в другое государство из списка членов ЕС, его могут депортировать обратно в первое государство, в которое он въехал. Из-за этого положения многие критиковали Дублинские правила, потому что оно возлагает на государства-члены ЕС, расположенные на границах, слишком много ответственности за просителей об убежище (например, Италию, Грецию, Венгрию) вместо разработки системы распределения бремени между государствами ЕС.
Председатель Европарламента Мартин Шульц заявил, что основной проблемой, которую вызвали мигранты, является не сам их наплыв, а отсутствие солидарности для принятия совместных правил решения проблем с их расселением, что приводит к существенно неравномерной нагрузке на миграционные службы отдельных стран. Как следствие, массовый наплыв мигрантов угрожает существованию Шенгенского соглашения, а противоречия между странами ЕС по расселению мигрантов углубляют раскол в Европейском Союзе.
Неконтролируемое перемещение мигрантов приводит к многочисленным человеческим жертвам. Так, 27 августа на востоке Австрии в закрытом заброшенном грузовике были обнаружены тела 71 беженца, которые, скорее всего, задохнулись от нехватки кислорода.
С января по август 2015 года, по данным ООН, в Средиземном море погибло около 2400 человек, пытавшихся переправиться в Европу.
15 октября 2015 года беженец из Афганистана стал первым убитым при попытке перейти границу (болгарскими пограничниками).

## Пути и перспективы разрешения кризиса

### Восстановление контроля на внутренних границах Евросоюза
Чтобы сдержать поток мигрантов, в начале 2016 года 8 из 26 членов Шенгенской зоны вернули на внутренних границах пограничный контроль. Венгрия, как основная транзитная страна, лежащая на пути беженцев в богатые западные страны Евросоюза, строит заборы на границе с Хорватией и Сербией. В Болгарии появились нелегальные «народные дружины», которые устраивали охоту на мигрантов. Приток беженцев и мигрантов стал одним из решающих факторов в выходе Великобритании из Евросоюза.

### Создание лагерей для приёма беженцев за пределами границ Евросоюза. Соглашение ЕС и Турции о высылке мигрантов
В конце 2015 г. вступил в действие договор между ЕС и Турцией о депортации беженцев из Греции в Турцию. В том же году ЕС выплатила Турции 3 млрд евро на содержание лагерей мигрантов. Однако, мигранты из Африки продолжают прибывать в Италию морским путём. Турция требует от ЕС значительно увеличить финансирование, выделяемое на содержание лагерей сирийских беженцев на своей территории.. Чтобы приостановить поток беженцев в Европу, ЕС планирует создание лагерей для приёма беженцев в африканских странах. Сумма затрат на такое решение, по прогнозам может составить 20 млрд евро. Также проводятся мероприятия по борьбе с нелегальными перевозчиками мигрантов, укреплению береговой охраны. Исходя из вышеизложенного, в настоящее время (2016 г.) европейские страны пока не выработали окончательных решений данного кризиса, что сохраняет территориальные, экономические и социальные угрозы как для ЕС.

### Долгосрочные меры
Российский социолог и демограф Анатолий Вишневский считает, что долгосрочными мерами, которые в перспективе могли бы остановить поток мигрантов и снять социальную напряжённость, являются, по примеру Ирана, — стабилизация уровня жизни населения, за счёт политики ограничения рождаемости и повышения уровня образования среди женщин в странах Африки и Ближнего Востока. Естественно, подобные меры возможно осуществить лишь после окончания конфликтов и стабилизации политических режимов в странах исхода мигрантов.

## Освещение миграционного кризиса вСМИ
Миграционная волна с Ближнего Востока и Африки захлестнула Евросоюз и этот кризис раскалывает Европу. Восточноевропейские (прежде всего Польша и Венгрия) страны заявляют, что не несут никакой ответственности за беды Сирии, Ливии, Ирака.

### Взгляд из Европы
«Война в Сирии и нестабильность в Южном Средиземноморье и на Большом Ближнем Востоке заставили сотни тысяч людей искать убежище в Европе», — пишут европейские газеты о причинах кризиса.
В материале обозревателя немецкой газеты Die Welt Кристофа Шильтца говорится: «Миграционный кризис в Европе наглядно продемонстрировал то, что становилось ясно с момента расширения ЕС в 2007 году: Евросоюз все больше превращается в клуб эгоистов». Факты таковы, что 43 % заявок, поданных в 2015 году, приходятся на Германию. «ФРГ и ещё три европейских государства принимают к себе почти всех мигрантов в Европе, в то время как остальные страны, в особенности — в Восточной Европе, отказывают беженцам в защите», — пишет журналист.
Кристина Хебель и Северин Вайланд пишут в Der Spiegel, что кризис беженцев раскалывает Европу. Однако государства Вышеградской группы, в частности премьер-министр Венгрии, считают, что у них нет проблем: «Это — не проблема Европы. Это проблема Германии», — заявил он. Власти других стран Восточной Европы так же, как и венгры, выражают готовность принять лишь ограниченное число беженцев, приводя самые разные объяснения своей рестриктивной миграционной политики — от слабой, по сравнению с Западной Европой, экономики до опасности террора или простой нехватки опыта в миграционных вопросах.
The Wall Street Journal, цитируя слова премьер-министра Великобритании Дэвида Кэмерона, пишет о том, что британцы сейчас с обеспокоенностью наблюдают за наплывом беженцев и мигрантов в Европу. Кэмерон очень опасается, что миграционный кризис испортит отношения между европейскими странами, но предположил, что теперь Европа идет в правильном направлении в плане своих ответных мер. «Сколько бы сирийцев вы ни принимали, это не устранит кризис», — пояснил он. BBC News также освещает позицию официальных властей и пишет, что Великобритания не может принять большое количество беженцев и этот вопрос сильно влияет на проблему реинтеграции Великобритании в Евросоюз.
В то же самое время The Guardian призывает население Великобритании и Европейских стран оказывать посильную помощь беженцам. В статье говорится, что мнение официальных властей не совпадает с мнением населения страны. Тысячи граждан Исландии призвали своё правительство увеличить число беженцев, которым будет предоставлено убежище в стране. Так под записью профессора Бриндис Бьоргвинсдоуттир (исл. Bryndis Bjorgvinsdottir) на Facebook, в которой содержится призыв увеличить размер квоты, подписались 12 000 человек. «Я думаю, люди видели достаточно новостей, рассказывающих о смертях беженцев на Средиземном море и в лагерях для беженцев, и поэтому они хотят чем-то помочь», — пишет она на Facebook.
При этом The Independent предостерегает граждан Великобритании и Евросоюза. Цитируя заявления кандидата на пост в президенты США Дональда Трампа, газета пишет, что многие беженцы могут быть сторонниками ИГИЛ и других террористических организаций. В противовес заявлениям Государственного Секретаря Джона Керри о том, что США сможет разместить до 100 000 беженцев, Дональд Трамп говорит аудитории: «Я слышал 200 000, мы собираемся принять 200 000 беженцев из Сирии, или откуда они там. Я довожу до вашего сведения, и до сведения мигрантов из Сирии, что, если я выиграю, если выиграю, я отправлю всех мигрантов и беженцев обратно».
При этом американский журналист Патрик Смит критикует позицию американских представителей и властей Евросоюза. Он говорит, что именно действия США на Ближнем Востоке и политика Западных стран по установлению собственного доминирования в странах Азии и Африки привели к миграционному кризису в Европе. «Американцы должны особенно хорошо обдумать это в историческом контексте. Во-первых, в местах сегодняшней трагедии очень много следов Вашингтона. Во-вторых, кризис в Европе является вариацией и результатом кризиса в наших головах», — пишет он.
- Гибель Айлана Курди

### Русскоязычные СМИ
Русскоязычные издания, освещая проблему беженцев, акцентируют своё внимание на нескольких важных аспектах. Во-первых, освещают выступление представителей международных организаций и их предложения по преодолению миграционного кризиса. Информационное агентство РИА Новости пишет о выступлении представителя Агентства ООН по делам беженцев (УВКБ ООН) в России Баиса Вак-Войя. В своем выступлении он отметил, что 500 000 беженцев из Сирии не создали кризиса для стран Европы, а только стали неожиданностью для правительств. «Для нас это не кризис, потому что меньше полумиллиона человек для целой Европы — это не кризис. Потому что на границе с Сирией — Ливан, Иордания, Турция — в каждой из этих стран более 1 миллиона человек из Сирии живут в лагерях», — заявил Вак-Войя. «Надеемся, что государства найдут общий язык и смогут распределить мигрантов по всей Европе», — подчеркнул Вак-Войя.
Для русскоязычных СМИ также характерна критика миграционной политики стран Евросоюза. В одной из статей газеты Взгляд представляется позиция официальных властей. Цитируя выступление директора Департамента информации и печати МИД РФ Марии Захаровой, обвиняют Евросоюз в неспособности договориться друг с другом и отмечают, что усилия европейских властей, направленные на разрешение ситуации с наплывом беженцев с Ближнего Востока, не приносят результата. «Ситуация, по сути, пущена на самотёк. Причина, как представляется, не только в массовом характере этого явления, но и в отсутствии согласия внутри Европейского союза относительно практических мер по решению этой непростой и давно назревавшей проблемы», — заявила М. Захарова. «Этот небывалый кризис с беженцами является прямым следствием абсолютно безответственной и непродуманной политики смены политических режимов в регионе», — сказала М. Захарова, посоветовав ЕС брать пример с России, которая приняла более 1 млн человек, бежавших от украинского конфликта.
В то же время, лидер Чечни Рамзан Кадыров в Instagram осудил США и Европу за то, что они «способствовали трагедии десятков миллионов человек» в странах с преимущественно мусульманским населением типа Афганистана и Ливии, сообщается в Lifenews.
Не обходит вниманием российская пресса и причины миграционного кризиса в Европе. ИТАР-ТАСС, цитируя заявление министра иностранных дел ФРГ Франк Вальтер Штайнмайера, отмечает: «Основной причиной миграционного кризиса остается конфликт в Сирии». «Мы ещё очень далеки от политического решения кризиса», — добавляет он.
Эксперты Центра Сулакшина, анализируя проблему европейского миграционного кризиса, утверждают, что следует ожидать эскалацию конфликтов и ухудшение гуманитарной ситуации в странах — поставщиках мигрантов, а «новое переселение» не только создает нагрузку на экономику европейских стран, но подпитывает существующие очаги социальной напряженности. Суммарный коэффициент рождаемости в странах, чье население исповедует ислам, составляет более 3, а в Европе — менее 2. Очередная волна мигрантов улучшит демографические показатели европейских стран, но если принять во внимание возрастное распределение беженцев, то очевидно, что проблема замещения коренных европейских народов инокультурным населением будет усиливаться, — половина прибывающих находятся в возрасте до восемнадцати лет, 46 % составляет группа в возрасте от 18 до 59 лет, людей старше шестидесяти приезжает около 3 %.

## Галерея

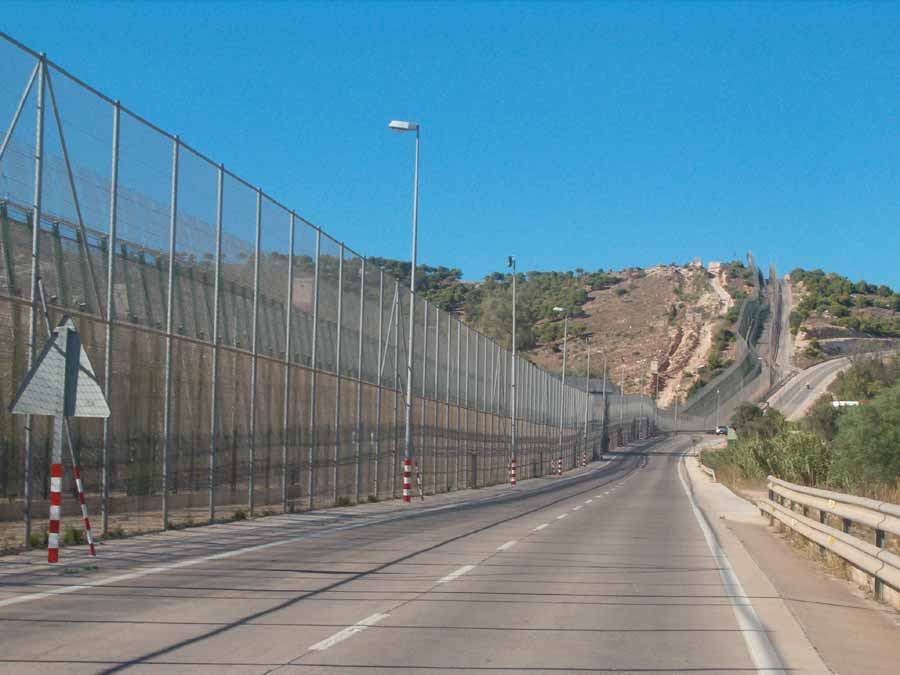
Испания. Мелилья. Стена, построенная для защиты от нелегальных иммигрантов из Марокко.
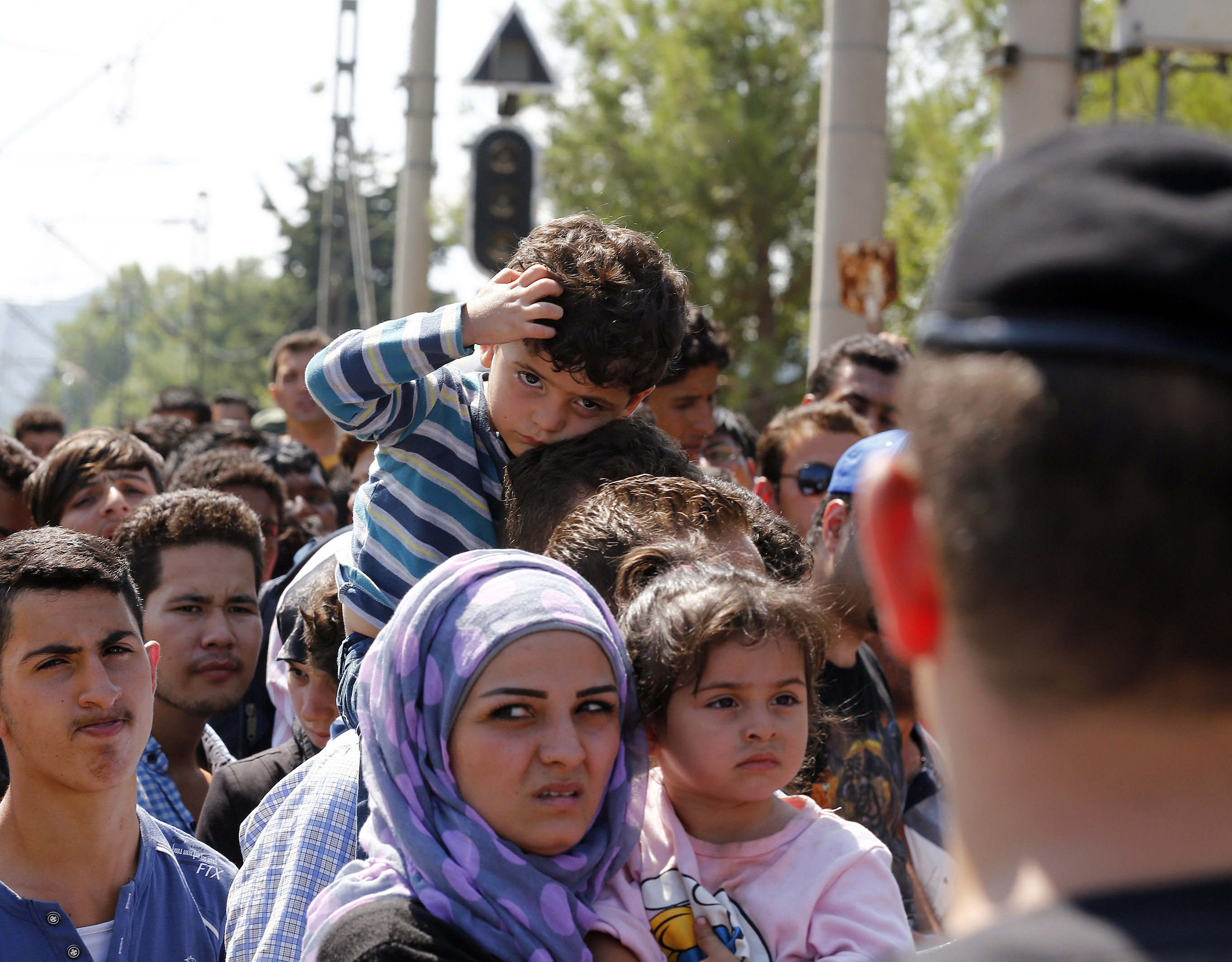
Скопление мигрантов на греко-македонской границе.
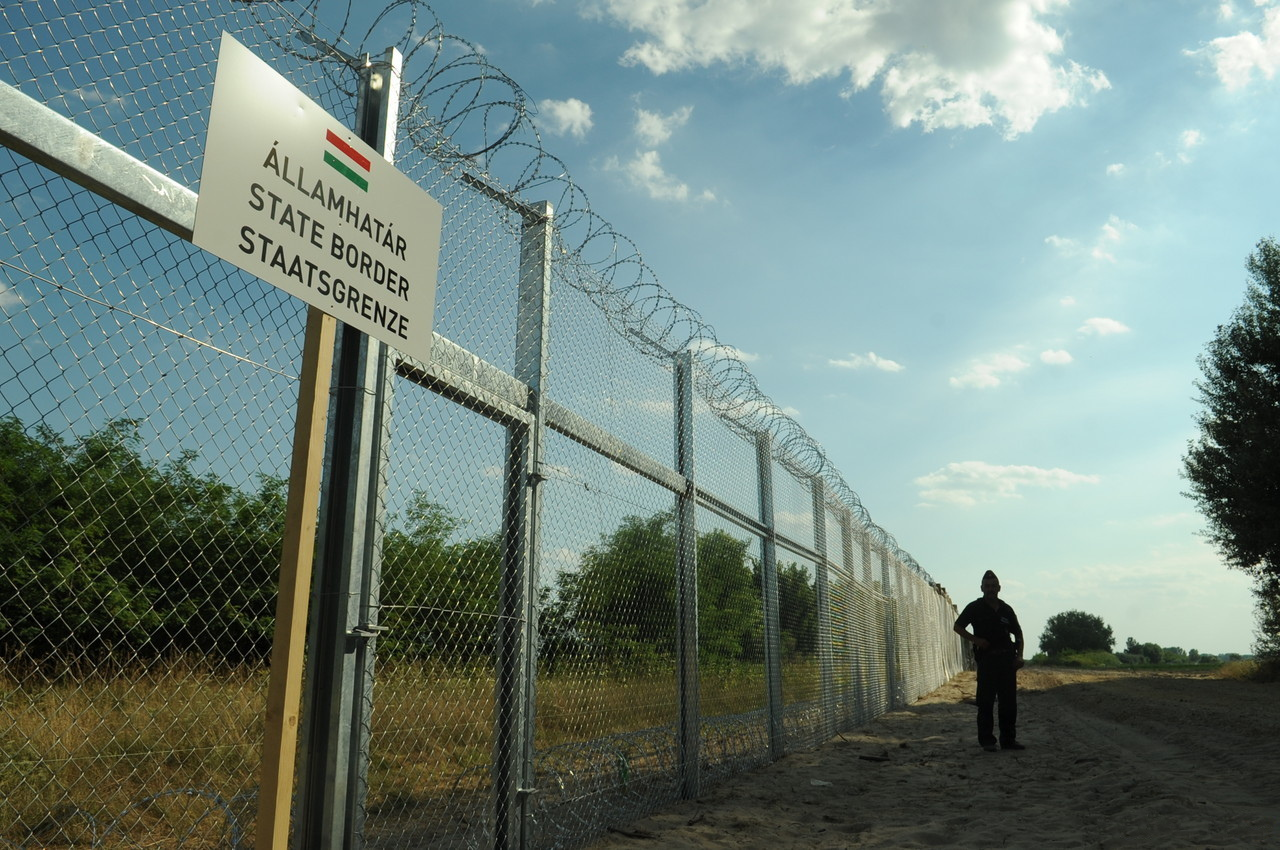
Венгрия. Стена, предназначенная для предупреждения пересечения нелегальных иммигрантов с территории Сербии.
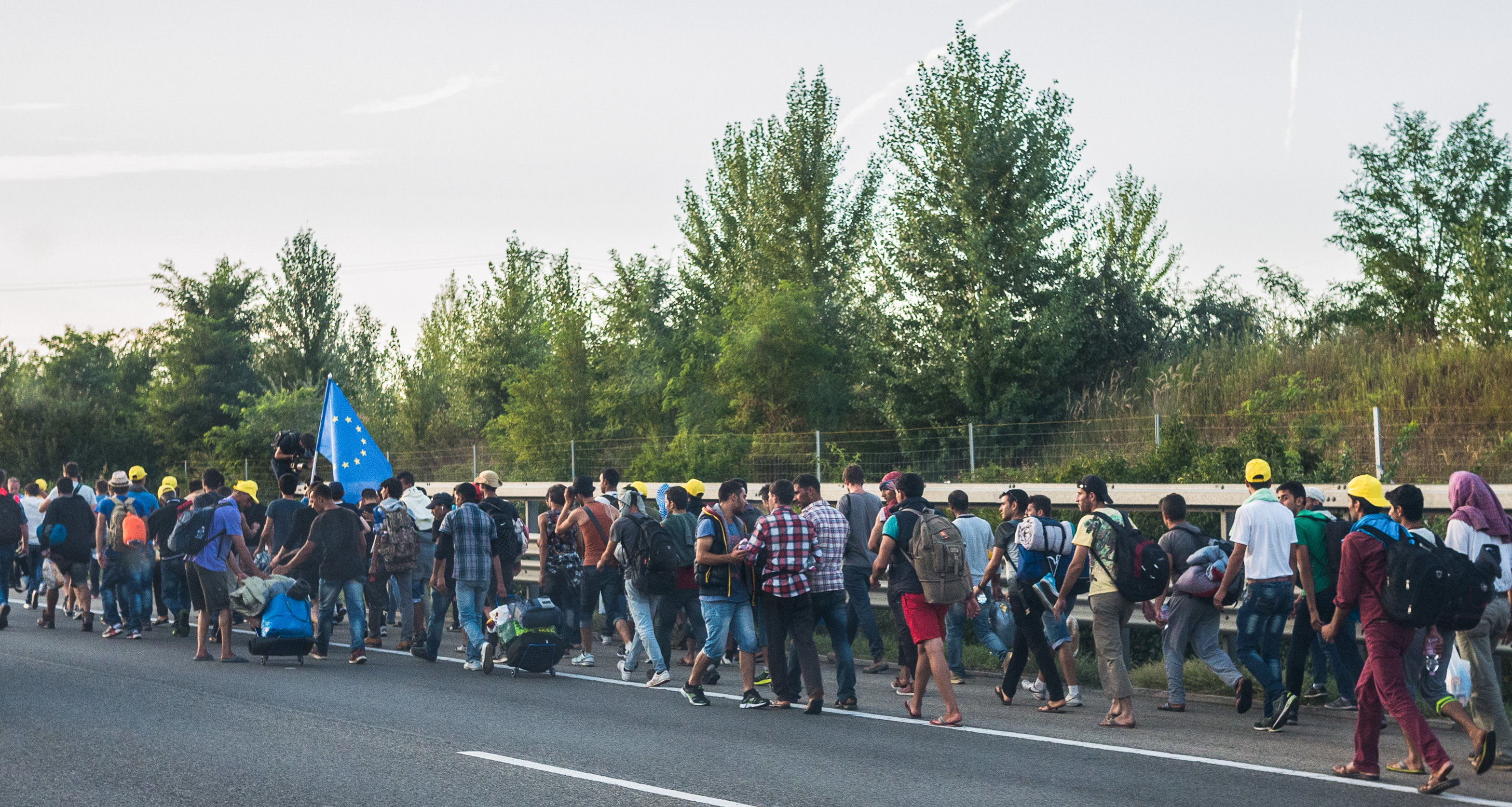
Венгрия. Мигранты, направляющиеся пешком в сторону австрийской границы.
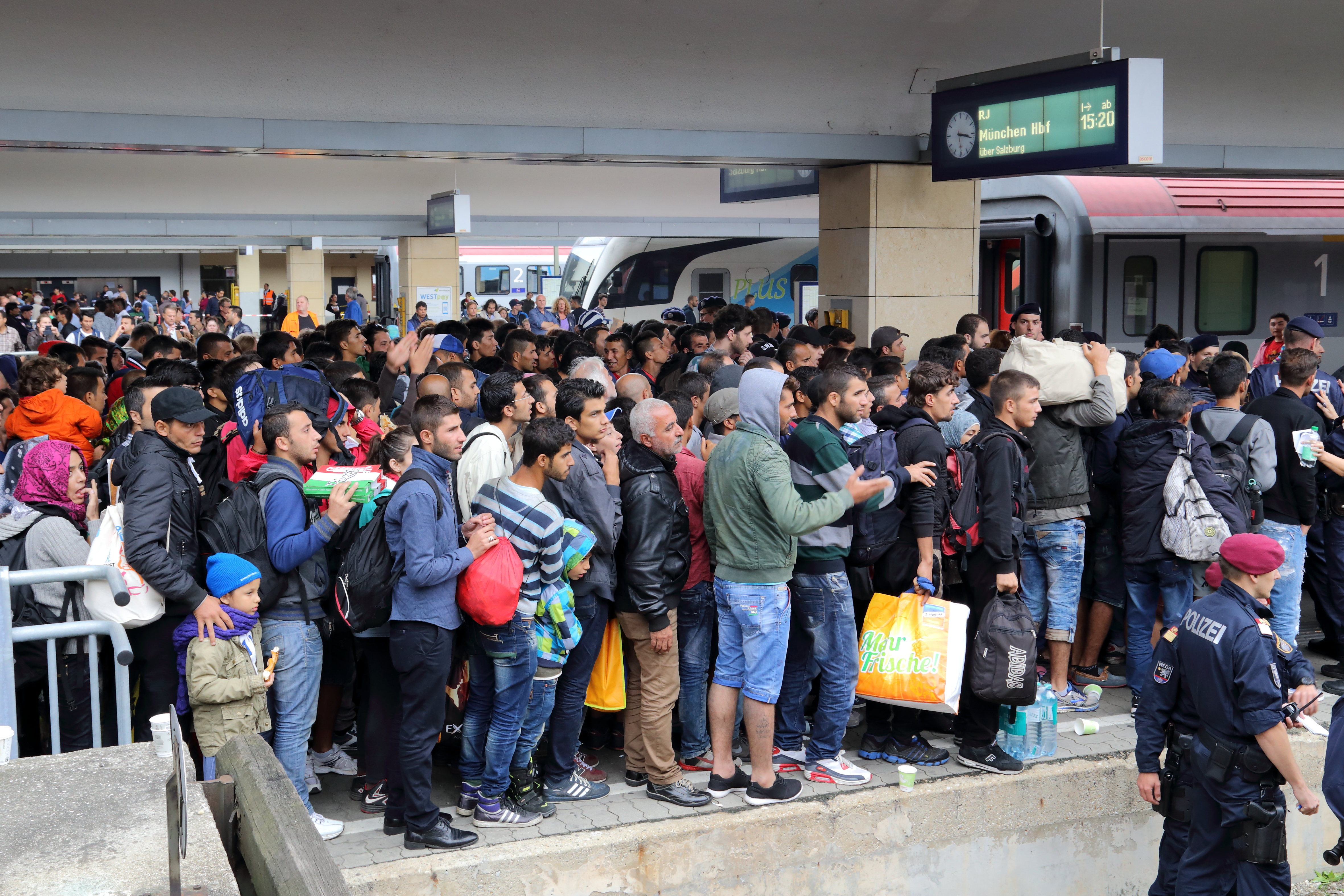
Австрия. Мигранты на Западном железнодорожном вокзале Вены 5 сентября 2015 года, ожидающие поезда в Германию.
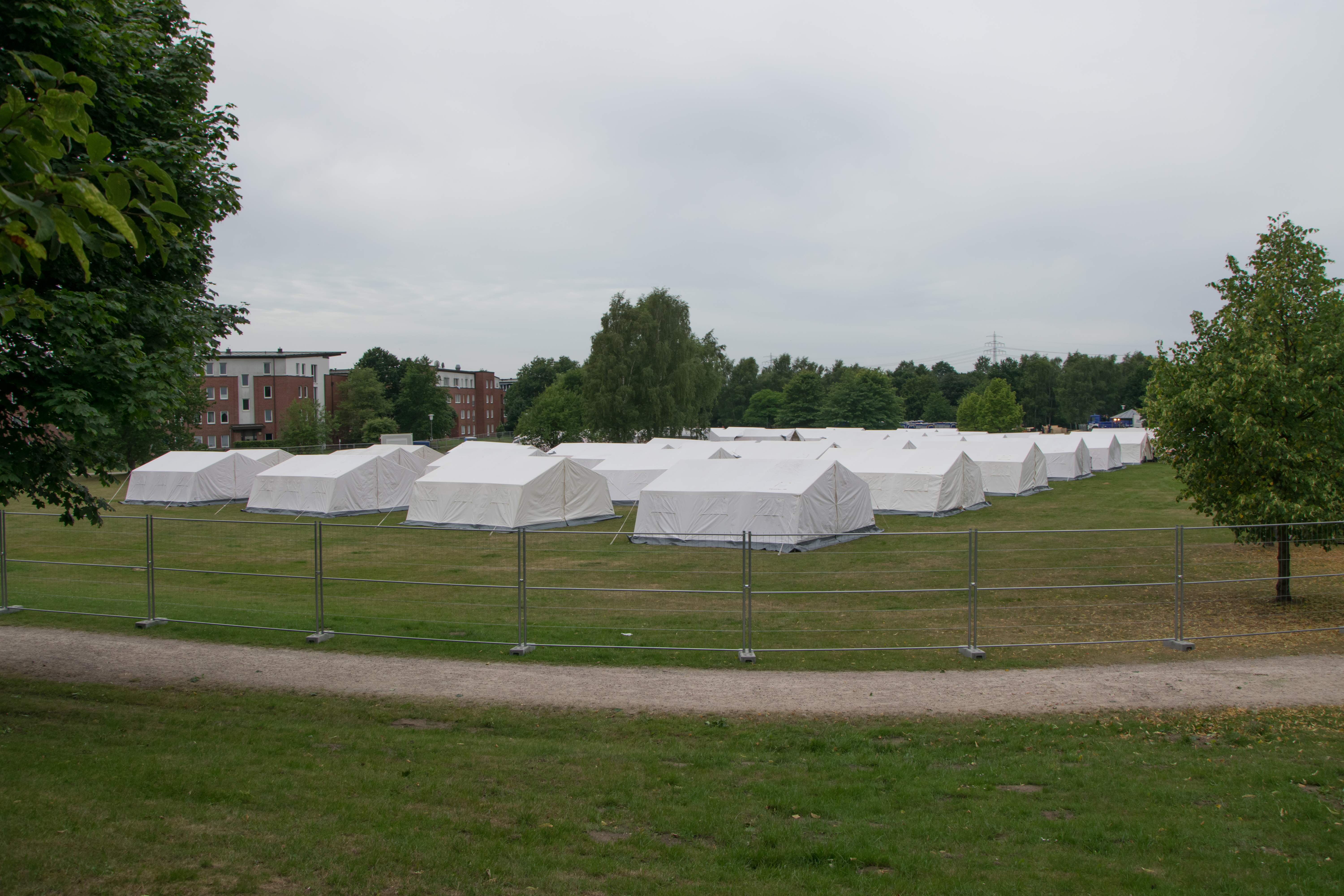
Германия. Гамбург. Лагерь мигрантов.